# 星出彰彥
星出彰彥（1968年12月28日—）是一位日本宇宙航空研究開發機構的太空人。2012年8月30日，星出彰彥成為第三位執行太空漫步的日本太空人。

## 經歷
星出彰彥於1968年出生在日本東京世田谷区。他在3歲至7歲住在美國。4歲時，星出造訪史密森尼學會後開始想要成為太空人。

## 教育
1984年，星出彰彥畢業於茗溪学園中学，並且進入茗溪学園高等学校就讀。1985年，星出彰彥留學新加坡的东南亚聯合世界書院，并在2年后毕业，获得學士學位。此后，星出彰彥于1992年在慶應義塾大學獲得機械工程學士學位，并在1997年于休斯頓大學卡倫學院獲得航空太空工程碩士學位。

## 职业生涯

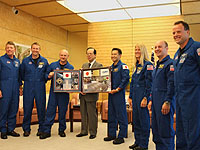
STS-124組員拜訪内閣總理大臣福田康夫（2008年7月29日）。星出彰彥是右邊第四個人

1996年，星出彰彥參加太空人考試，但是在最終選考落選，入選的是野口聰一。
他於1992年加入日本宇宙開發事業團（NASDA），從事H-II運載火箭的研發工作兩年。從1994年到1999年，他以宇宙開發事業團太空人辦公室太空人支持工程師身分，支持太空人培訓項目的開發，協助太空人若田光一訓練和STS-72任務。
1999年2月，星出彰彥被宇宙開發事業團（現在的宇宙航空研究開發機構）為三個日本太空人候選人，執行國際太空站（ISS）任務。他於1999年4月開始國際太空站太空人基本訓練計劃，並在2001年1月被認定為太空人。自2001年4月開始，他參加國際太空站高級訓練計劃，日本希望號實驗艙和H-II傳送載具（HTV）的硬體開發及運作。
2004年5月，他在俄羅斯星城加加林宇航员培训中心完成聯盟號- TMA飛行工程師-1訓練，然後轉移到詹森太空中心訓練。他完成美國航空航天局太空人候選人培訓，被分配到STS-124任務，計畫在2008年5月前往國際太空站完成日本希望號實驗艙。
任務STS-124完成後，星出彰彥順利回到地球。之後星出彰彥與談論學生對他的任務。他也拜訪一些學校，例如聖布里奇特學院和托馬斯·杰弗遜科學與技術高中。
他於2012年7月15日再次前往國際太空站，搭乘聯盟號TMA-05M。在訪問國際太空站期間，星出彰彥第一次在太空中完成電視動畫配音，親自在《宇宙兄弟》第31集客串演出（2012年11月4日播出）。2012年11月19日，星出彰彥順利返回地球。
他從2012年開始太空自拍，有一些被張貼在Instagram，並位居2013年自拍列表的頂端。
2014年6月10日，美國航空航天局宣布星出彰彥將負責指揮NEEMO 18海底探測任務前往水瓶座实验室，任務開始於2014年7月21日，總共歷時9天。
2021年4月23日參與SpaceX載人2號，他與美國太空人沙恩·金布羅、梅根·麥克阿瑟和法國太空人托马斯·佩斯凯一起發射升空。4月24日，飞船与国际空间站对接。舱门打开后，他第一个进入国际空间站，与留在国际空间站的日本宇航员野口聪一重逢拥抱。这是自2010年野口和山崎直子后，11年来日本宇航员首次同时出现在国际空间站。

## 外部連結
- NASA bio
- Spacefacts biography of Akihiko Hoshide Archive.today的存檔，存档日期2012-12-09